# Александър Занков
Александър Христов Занков е български скулптор.

## Биография
Александър Занков е роден в София на 29 януари 1900 година, в семейството на Христо Занков. Брат е на революционера Георги Занков. Завършва Трета мъжка гимназия в София. От една паралелка е с художника Александър Жендов. Приятел от детинство с Христо Смирненски.
През 1920 година следва архитектура във Виенската политехника, а през 1923 г. – философия в СУ „Св. Климент Охридски". След което споделя със семейството си, че е решил да се занимава с изучаване на скулптура. Баща му е бил твърдо против, защото смятал това за несериозна професия. Въпреки това младият Александър заминал за Италия. Следва в Художествената академия във Флоренция при Либерто Андрести. В Рим се запознава с руската балетмайсторка, родена в Киев, Анна Воробьова (1898 – 1985) и там през 1926 година сключват брак. Имат двама сина: Огнян Занков (професор д.п.н.) и Орлин. През 1927 година завършва Художествената академия в Рим при проф. Е. Лупи. През 1929 година специализира в Париж при проф. Антоан Бурдел (ученик на Роден). През 1934 година се завръща в България.
Александър Занков участва в много общохудожествени изложби и в много конкурси за паметници. Работи в областта на монументално-декоративната скулптура и композиция. През 1939 година създава „Паметник на освободителите“ в Кърджали. През 1941 година участва в пластичното оформление на Военната академия в София, моделира каменните фигури за фасадата на сградата. След 9 септември 1944 г. участва в осъществяването на временната монументална украса на София и на статуята на „Републиката“ през 1946 година. През същата година прави бронзова фигура на българския войник пред Военното гробище в София, орнаменталната пластика на салоните на Театъра на народната армия в София и на Културния дом на профсъюзите „Георги Димитров“ (днес Син сити) през 1948 година, а в колектив печели конкурса и строи Паметник на съветската армия в Шумен. Негов е страничният релеф на Паметника на съветската армия в Пловдив от 1957 година, Паметник на Иван Вазов, София от 1956 година, Паметника на загиналите руски воини, връх Етрополска Баба. През 1960 година в София осъществява първата си самостоятелна изложба. През 1967 година създава паметник на Алеко Константинов на лобното място на писателя, по пътя между Пазарджик и Пещера. Негови творби се намират в художествени галерии и музеи в страната и чужбина, като София, Казанлък, Москва и други, а също и в много обществени сгради, паркове и площади в страната, като в Сливница, Златоград, Симеоновград, Велинград, Устина, Големо Белово, Требич и др.
Почива в София на 27 юни 1982 година.

## Галерия
- Паметник на освободителите, Кърджали, 1939.
- Паметник на загиналите във войните, Велинград, 1942
- Фигура на български войник, София, 1946
- Паметник на съветската армия, Шумен, 1948, с колектив.